# Піхотна дивізія «Ганновер»
Піхотна дивізія «Ганновер» (нім. Infanterie-Division Hannover) — піхотна дивізія Вермахту, що існувала наприкінці Другої світової війни.

## Історія
Піхотна дивізія «Ганновер» сформована 7 березня 1945 року, як «дивізія-тінь» (нім. Schatten-Division) в ході 34-ї хвилі мобілізації у 2-му військовому окрузі. Однак, уже за кілька днів її трансформували на 547-му фольксгренадерську дивізію.

## Райони бойових дій
- Німеччина (березень 1945).